# Henry Desmarets
Henry Desmarest o Henry Desmarets (París, febrer de 1661 - Lunéville, 7 de setembre de 1741) fou un músic i compositor francès del període barroc.
Va tenir la seva formació musical a la capella reial de França, sota la direcció de Jean-Baptiste Lully.
Arrel d'un matrimoni clandestí i sentenciat a mort, va haver de fugir de França i refugiar-se a Espanya, on fou mestre de capella de Felip V. Més tard passà a Lunéville, on el duc de Lorena el nomenà superintendent de música. El 1720, Felip d'Orleans, príncep regent de França, un alumne seu, el va perdonar i va poder tornar a París. En no trobar-hi cap encàrrec va tornar a Lorena, on va morir el 1741.
Va fer representar a l'Òpera de París:
- Didon (1693);
- Circé (1694);
- Thégène et Chariclée (1695);
- Les amours de Momus (1695);
- Vénus et Adonis (1697);
- Les Fétes galantes (1698);
- Iphigénie en Tauride (1704);
- Renaud ou la Suite d'Armide (1772).